# El lladre, la seva dona i la canoa
El lladre, la seva dona i la canoa (títol original en anglès, The Thief, His Wife and the Canoe) és una sèrie de televisió d'ITV que es va emetre per primera vegada el 17 d'abril de 2022. Escrita per Chris Lang i dirigida per Richard Laxton, el programa dramatitza el cas de la desaparició de John Darwin (2002-2007), en el qual el professor i oficial de presons John Darwin va fingir la seva pròpia mort en un accident de piragüisme i va reaparèixer cinc anys i mig després de donar-lo per mort. S'ha doblat al català per a TV3, que va estrenar-la el 13 d'abril de 2025; el 2023 s'havia subtitulat per a FilminCAT.

## Repartiment
- Eddie Marsan com a John Darwin
- Monica Dolan com a Anne Darwin
- Mark Stanley com a Mark Darwin
- Dominic Applewhite com a Anthony Darwin
- Karl Pilkington com l'investigador Phil Bayley

## Episodis
| Episodi | Títol | Direcció       | Guió       | Data d'estrena al Regne Unit | Data d'estrena a TV3 |  |
| ------- | ----- | -------------- | ---------- | ---------------------------- | -------------------- |  |
| 1       | "1.1" | Richard Laxton | Chris Lang | 17 d'abril de 2022           | 13 d'abril de 2025   |  |
|         |       |                |            |                              |                      |  |
| 2       | "1.2" | Richard Laxton | Chris Lang | 18 d'abril de 2022           | 13 d'abril de 2025   |  |
|         |       |                |            |                              |                      |  |
| 3       | "1.3" | Richard Laxton | Chris Lang | 19 d'abril de 2022           | 20 d'abril de 2025   |  |
|         |       |                |            |                              |                      |  |
| 4       | "1.4" | Richard Laxton | Chris Lang | 20 d'abril de 2022           | 20 d'abril de 2025   |  |
|         |       |                |            |                              |                      |  |

## Producció
Es va rodar a llocs com Hartlepool, Walthamstow, Seaton Carew i Middlesbrough.

## Rebuda
Stuart Jeffries per a The Guardian va donar a la sèrie quatre estrelles de cinc.